# 正林庵
正林庵（しょうりんあん）は、福井県小浜市太良庄（太良荘）にある庵。本尊は銅造如意輪観音半跏像。

## 重要文化財
銅造如意輪観音半跏像
飛鳥時代後期〜奈良時代の作で、若狭で最古の金銅仏である。像高17.6cm。左脚を踏み下げて台座に腰掛け、右手を頬に添えて思惟のポーズを示す半跏思惟像（はんかしゆいぞう）である。如意輪観音と呼ばれているが、本来の像名は不明。過去4回盗難にあったが必ず戻るため、住民のみならず、信者も多い。これにちなみ住民は当初発見した高鳥居甚兵衛にちなみ甚兵衛観音と呼んでいる。
盗難を防ぐため、拝観には檀家総代以下5名が立ち会うため拝観には予約が必要である。一般的な開帳は年1回、9月17日に行われる。

## 交通アクセス
- JR西日本小浜線小浜駅から車6.0km
- 舞鶴若狭自動車道小浜ICから約4km
- 若狭西部広域農道遠敷から約3km

## 近隣情報
- 明通寺
- 羽賀寺
- 若狭神宮寺
- 若狭彦神社